# Love Songs for the Retarded
Love Songs for the Retarded è il secondo album dei Queers, pubblicato nel 1993.

## Tracce
1. You're Tripping
2. Ursula Finally Has Tits
3. I Hate Everything
4. Teenage Bonehead
5. Fuck This World
6. I Can't Stop Farting
7. Feeling Groovy
8. Debra Jean
9. Hi Mom, It's Me
10. Noodlebrain
11. I Can't Stand You
12. Night of the Livid Queers
13. Granolahead
14. I Won't Be
15. Monster Zero
16. Daydreaming

## Formazione
- Joe Queer - voce, chitarra
- B-Face - basso, controvoci
- Hugh O'Neill - batteria, controvoci